# Refugium St. Maximin

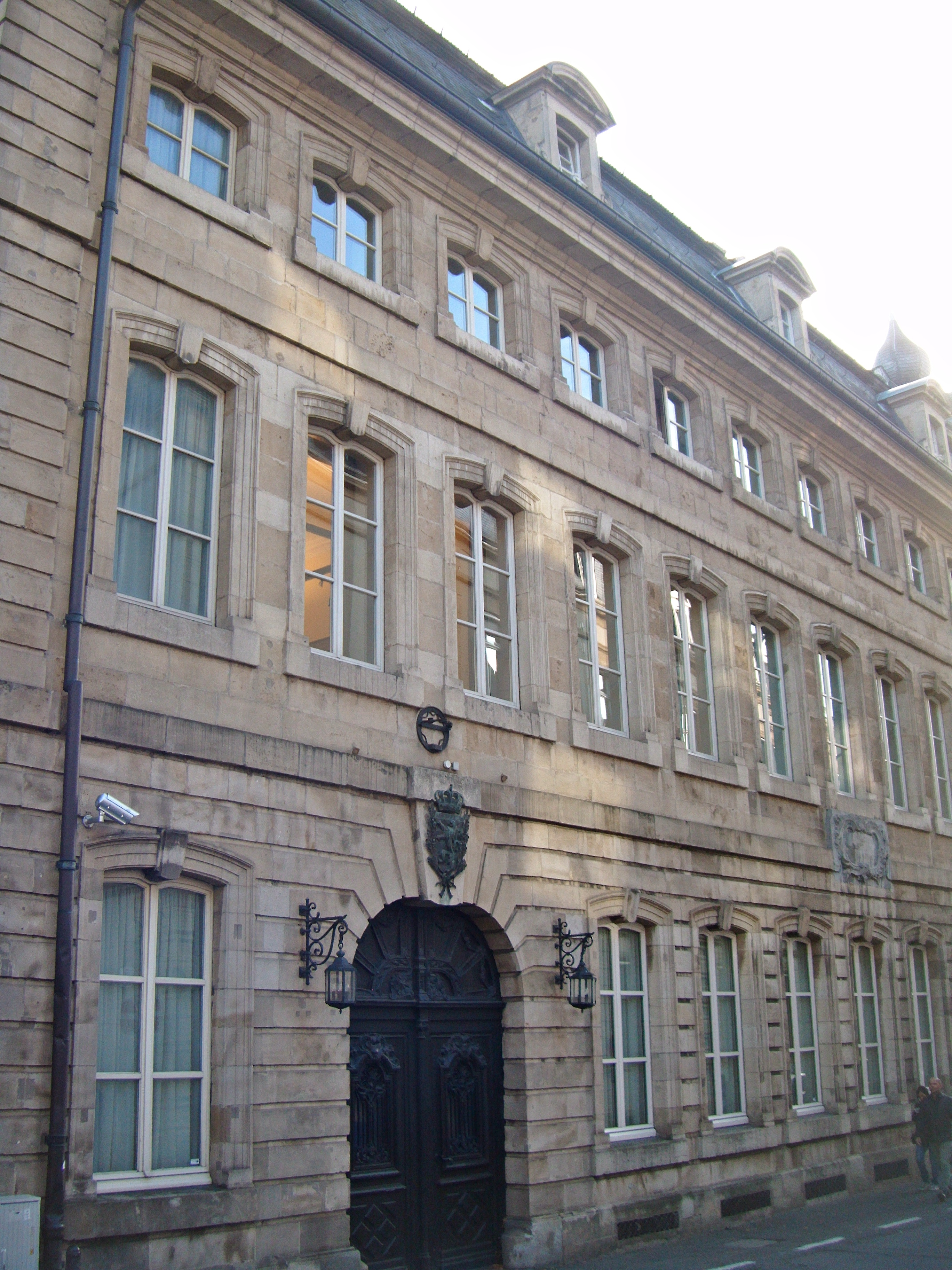
Luxemburg Refugium St. Maximin, Hauptfassade

Das Refugium St. Maximin, auch Hôtel Saint Maximin, in Luxemburg (Stadt) war die dortige Niederlassung der Trierer Reichsabtei St. Maximin und ist heute der Sitz des Premierministers des Großherzogtums Luxemburg.

## Gebäude und Geschichte

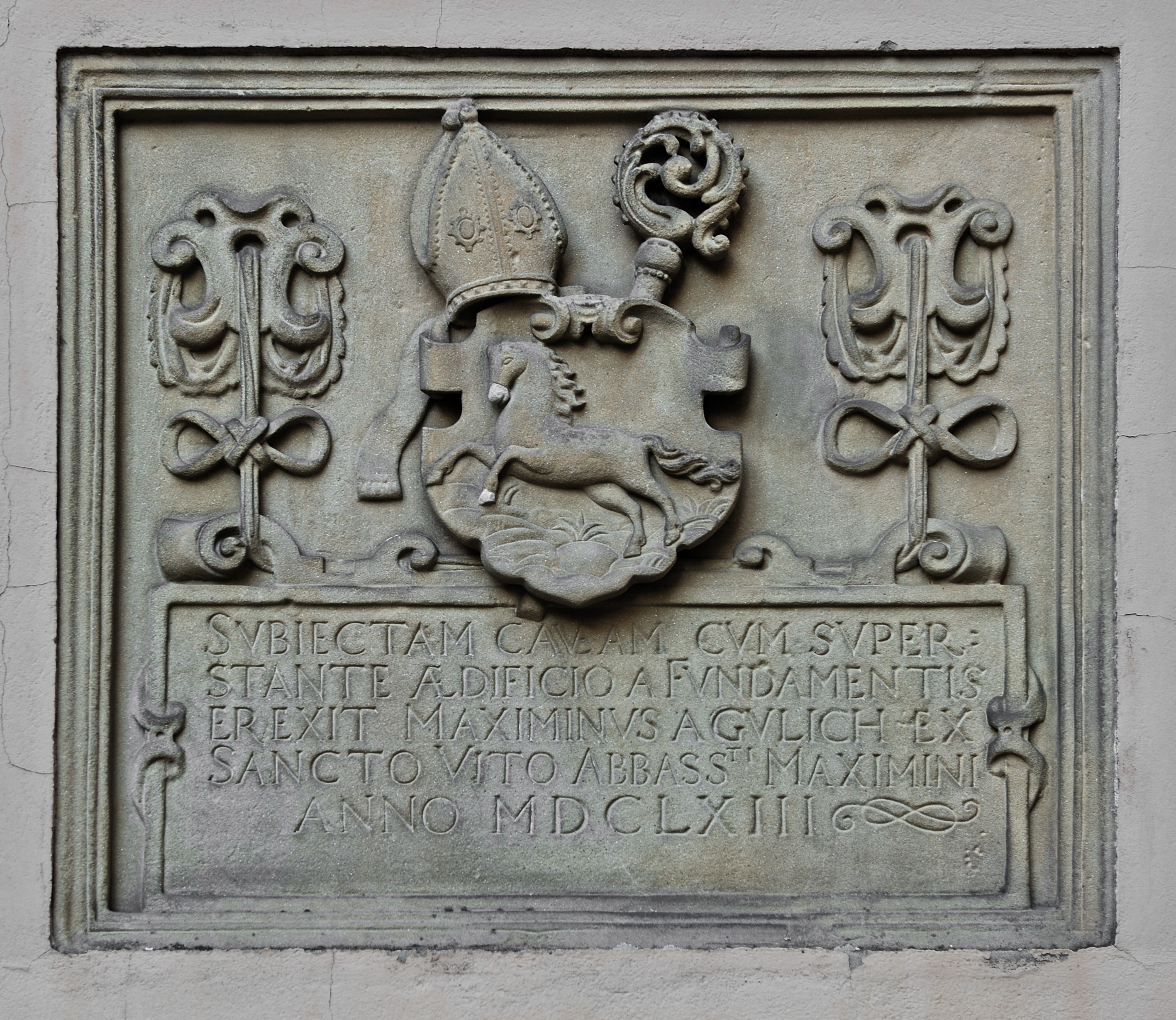
Der westliche Wappenstein

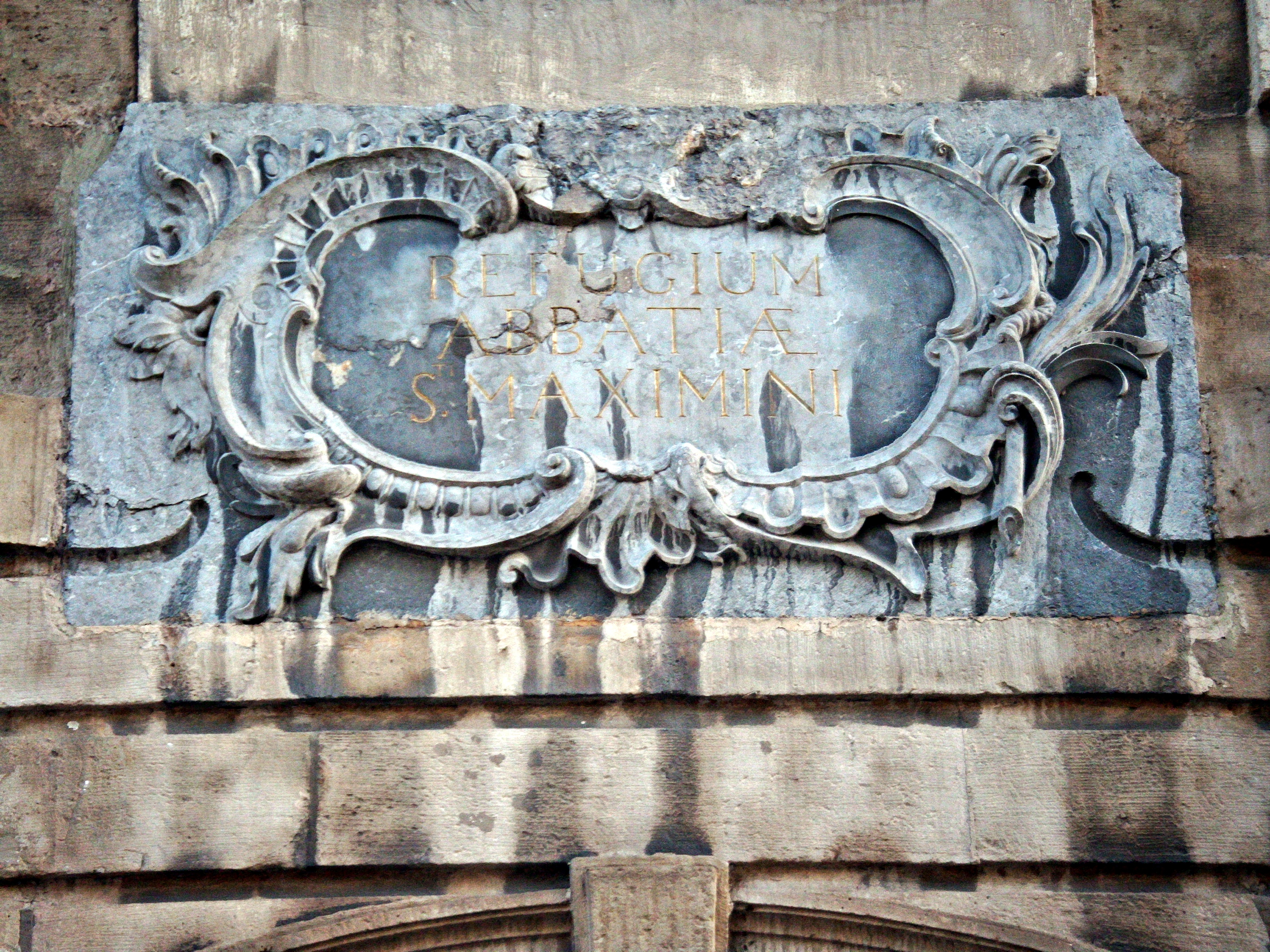
Inschriftstein „Refugium Abbatiae S. Maximini“

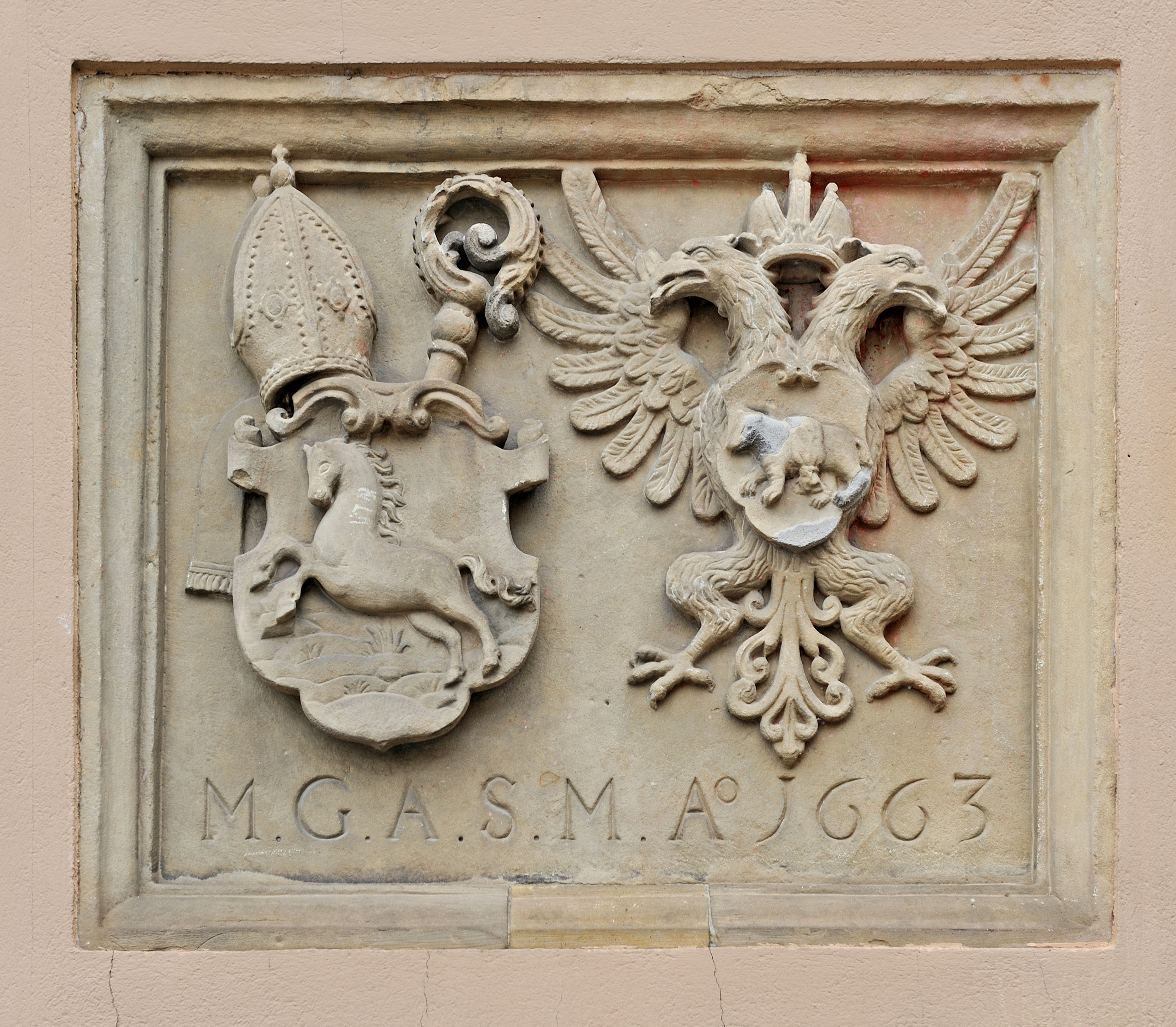
Der östliche Wappenstein

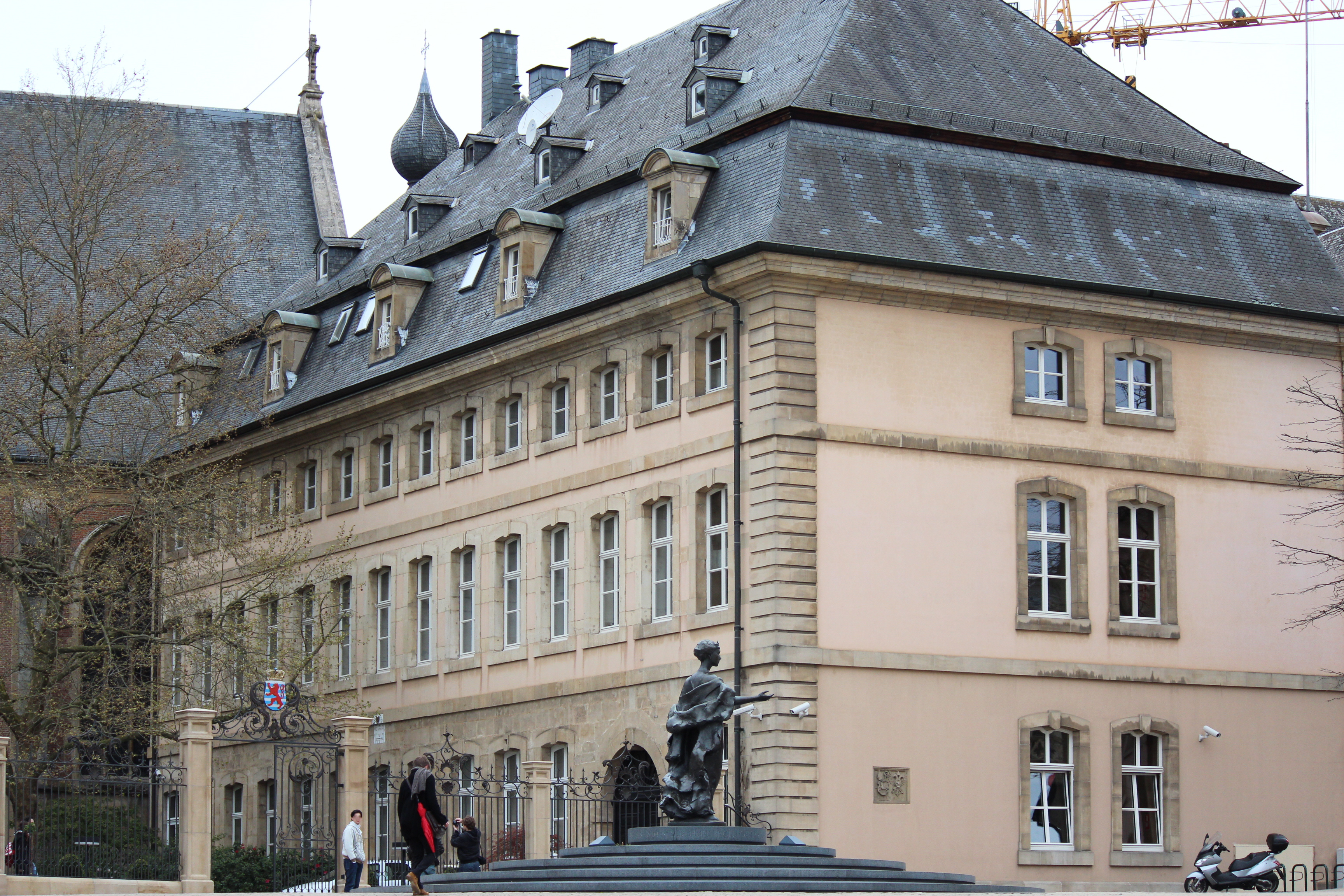
Das Gebäude von der Rückseite, mit Hofportal; dahinter die Kathedrale von Luxemburg

Die Reichsabtei St. Maximin war seit frühester Zeit in Luxemburg begütert. Ihr Vogt, Graf Siegfried I., Gründer der Stadt und des Landes Luxemburg, erwarb 963 von ihr einen römischen Wachturm, den er zur Burg Lucilinburhuc ausbaute, welche die Keimzelle der heutigen Stadt ist.
Auch nach Gründung von Stadt und Land blieb die Abtei St. Maximin mit einer Niederlassung bzw. einem Klosterhof in Luxemburg präsent.
Das heutige Refugium St. Maximin, die ehemalige Luxemburger Niederlassung der Trierer Abtei, liegt östlich neben der früheren Jesuitenkirche und jetzigen Kathedrale Notre-Dame. Es hat die Adresse Rue Notre-Dame 5 und bildet eine Ecke zum Clairefontaine-Platz.
Der 1751 unter Abt Wilibrord Scheffer neu errichtete dreigeschossige rechteckige Barockbau mit dem Haupteingang zur Rue Notre-Dame trägt auf der Vorderseite einen Stein mit Inschriftkartusche und dem Schriftzug „Refugium Abbatiae S. Maximini“.
In die West- sowie in die Ostwand sind zwei Wappensteine eingelassen, die vom Vorgängerbau aus dem Jahr 1663 stammen. Beide weisen das Wappen des Abtes Maximinus von Gülich auf. Auf dem westlichen Stein steht eine lateinische Inschrift, die übersetzt lautet: „Das zuunterst liegende Kellergeschoss mit dem sich darüber erhebenden Gebäude hat Maximinus von Gülich aus Sankt Vith, Abt von Sankt Maximin, im Jahre 1663 von Grund auf errichten lassen.“ Auf dem östlichen Stein befinden sich zusätzlich zum Abtswappen auch das Doppeladlerwappen der Reichsabtei St. Maximin und die Buchstaben „M .G. A. S. M. A. 1663“; sie stehen als Abkürzung für: „Maximinus Gülich Abbas Sancti Maximini Anno 1663“.
Der Luxemburger Chronist Friedrich Wilhelm Engelhardt berichtet, in dem Haus hätten ständig zwei Mönche von St. Maximin gewohnt und es sei als Besitz der dem Reich unterstehenden Abtei, stets das Quartier der fürstlichen Personen aus dem Haus Habsburg gewesen, wenn sie die Stadt besuchten.
1802 säkularisierte man die Reichsabtei St. Maximin. Das Luxemburger Refugium verkaufte die französische Revolutionsregierung an Privatbesitzer. 1839 erwarb es der Deutsche Bund als Residenz seines in der Bundesfestung lebenden Gouverneurs. Als Luxemburg 1866 aus dem Deutschen Bund ausschied, wurde das Refugium St. Maximin der Luxemburger Regierungssitz. Gegenwärtig wird das Gebäude als Außenministerium des Großherzogtums genutzt. Der heutige Haupteingang liegt auf der Rückseite und man gelangt vom Clairefontaine-Platz, durch ein seitliches Hofportal auf das Gelände.